# Biville-la-Baignarde
Biville-la-Baignarde é uma comuna francesa na região administrativa da Normandia, no departamento de Sena Marítimo. Estende-se por uma área de 7,12 km². Em 2010 a comuna tinha 674 habitantes (densidade: 94,7 hab./km²).